# Hervé (chanteur)
Pour les articles homonymes, voir Hervé.
Hervé Le Sourd, dit Hervé, né le 19 février 1991 à Saint-Cyr-l'École (Île-de-France), est un auteur-compositeur-interprète, musicien et producteur français.
Il est autodidacte, et tire son inspiration de différents styles musicaux : britpop, jungle, drum and bass. Son premier album Hyper, sorti en 2020, remporte en 2021 le prix de la révélation masculine aux Victoires de la musique.

## Biographie

### Jeunesse
Hervé naît en février 1991 à Saint-Cyr-l'École. Il est élevé par sa mère, célibataire, à Fontenay-le-Fleury. Il rêve d'abord d'être footballeur professionnel.
Il a grandi avec les chansons d'Alain Bashung, Jacques Higelin ou encore le groupe Daft Punk.[réf. nécessaire]

### Carrière

#### 2015-2018: Débuts dans le groupe Postaal
En 2015, Hervé commence sa carrière au sein du duo franco-britannique Postaal, avec l'anglais Dennis Brown.
Leur premier titre Freedom permet au duo de se faire remarquer.

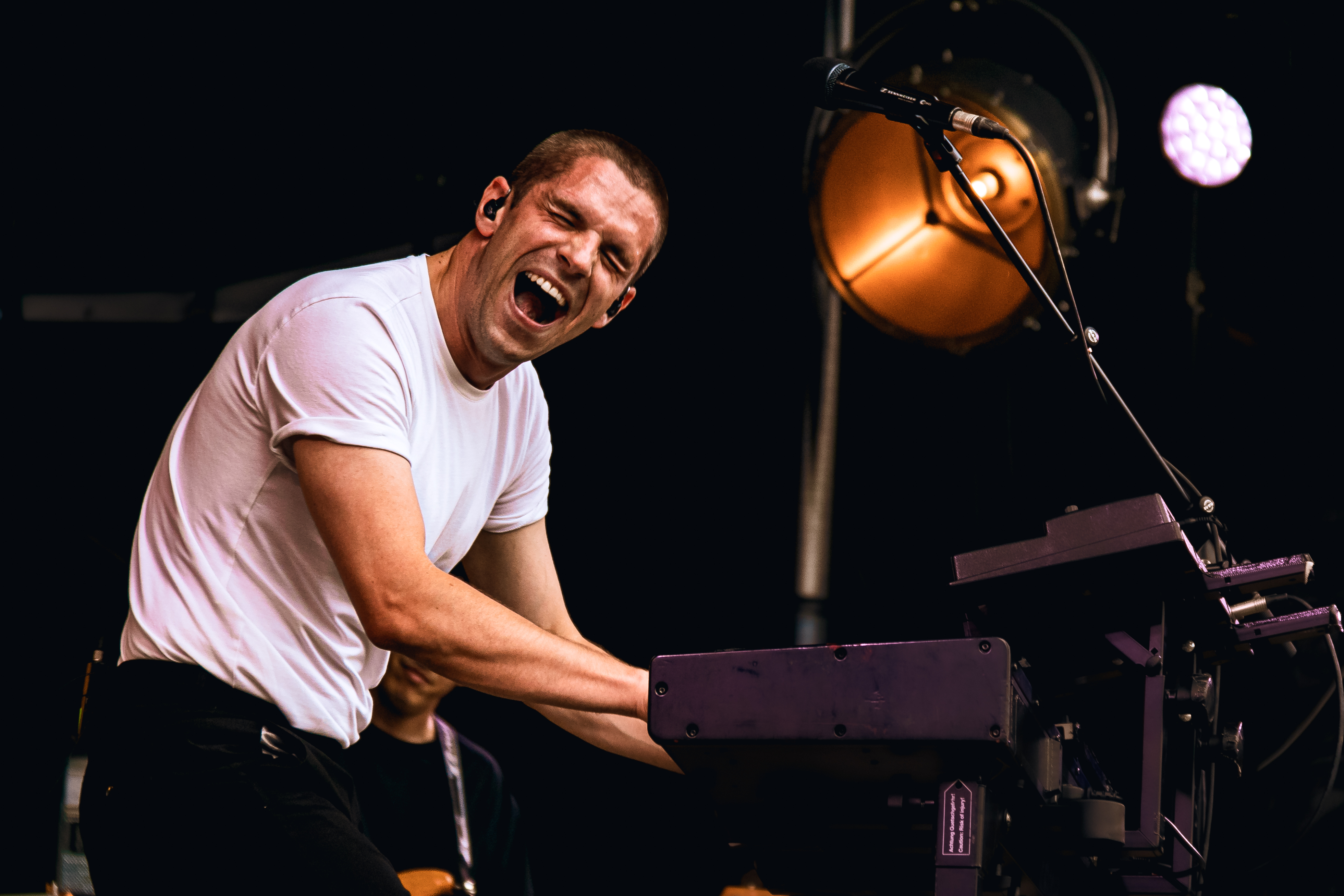
En tournée avec son 1er album.

Leur premier album sort en 2018, et Hervé tourne avec Eddy de Pretto sur les premières parties de sa tournée pour lancer sa carrière solo. La même année, en collaboration avec Yodelice, il coécrit trois titres (Pardonne-moi, Je ne suis qu'un homme et Un enfant du siècle) sur l'album posthume Mon pays c'est l'amour de Johnny Hallyday.

#### 2019-2021: Carrière solo et albumHyper
En mai 2019, il sort son premier EP, Mélancolie F.C.
En juin 2020, sort son premier album solo, Hyper. L'album est décrit par Télérama comme « un puissant upercut générationnel ».
En février 2021, il remporte le trophée de la révélation masculine aux Victoires de la musique,.

#### Depuis 2022

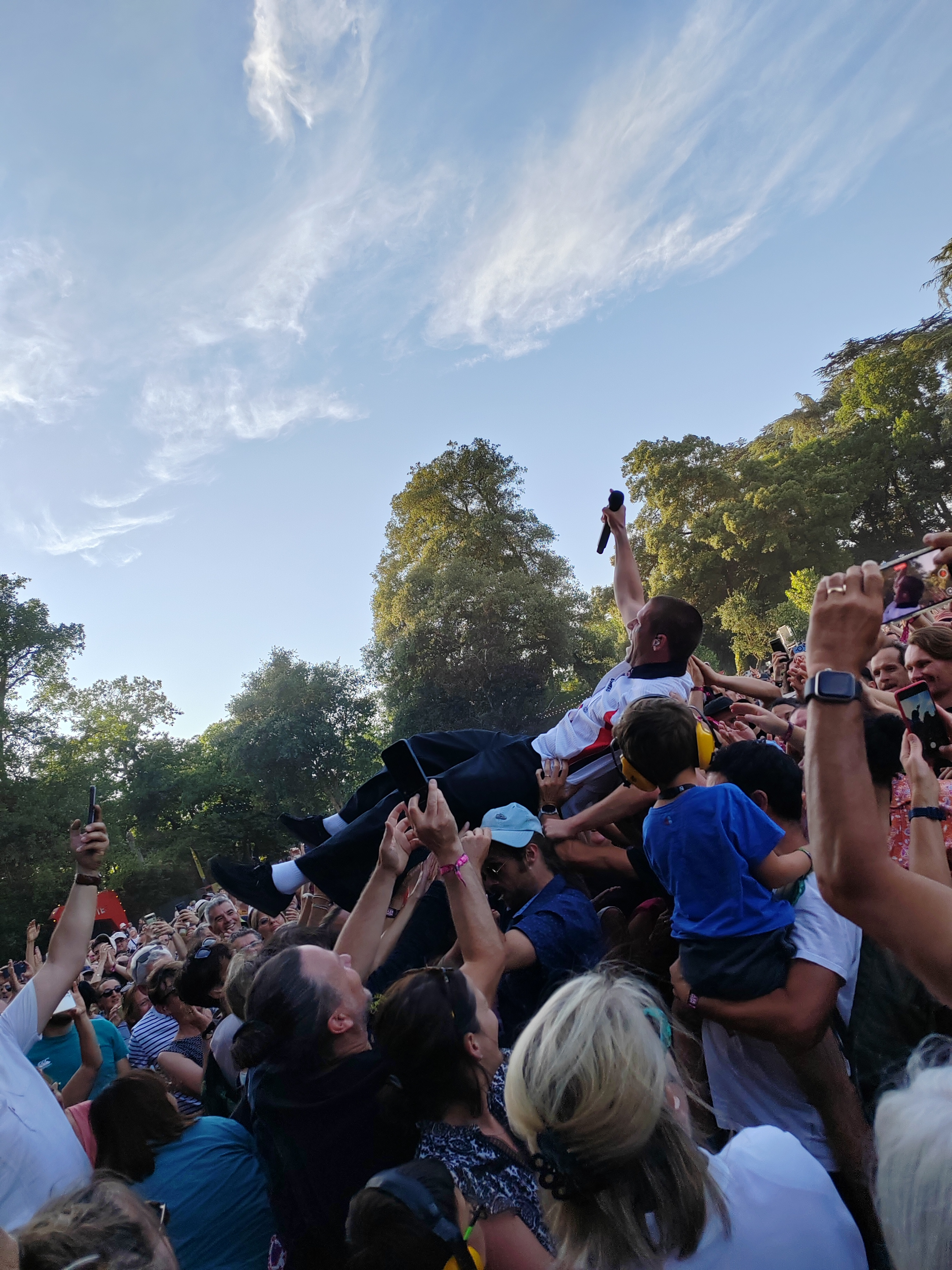
Hervé à La Nuit de l'Erdre le 3 juillet 2025

En 2022, sa tournée Hyper Tour de six mois est nommée aux Victoires de la musique.
En 2023, Hervé annonce la sortie de son deuxième album Intérieur vie, la même année que la naissance de son premier enfant.
En 2024, Hervé sort son troisième album, Adrénaline. À la suite d'une erreur de fabrication, ce ne sont pas ses musiques qui sont gravées sur l'album mais celles de l'artiste Luis Fonsi.

## Engagement
Depuis 2019, il est parrain de l'association Les éveillés en soutien aux exilés. Depuis novembre 2023, il est parrain du Festival ODP Talence, au profit des orphelins des sapeurs-pompiers de France.

## Discographie

### Albums studio
À sa sortie, ce dernier album est gravé par erreur avec des titres de reggaeton de Luis Fonsi.

### Singles
- 2017 : Mélancolie F.C.
- 2018 : Va piano
- 2019 : La peur des mots
- 2019 : Cœur poids plume
- 2020 : Le premier jour du reste de ma nuit
- 2020 : Si bien du mal
- 2020 : Trésor
- 2020 : Maelström
- 2020 : Addenda
- 2021 : Monde meilleur (Remix)
- 2023 : D'où je viens
- 2023 : Si tu savais
- 2023 : Ultra Chelou
- 2024 : Sémaphore
- 2024 : Comme tout le monde
- 2024 : Encore

## Distinctions

### Victoires de la musique
| Année | Travail nommé | Catégorie            | Résultat                        |
| ----- | ------------- | -------------------- | ------------------------------- |
| 2021  | Lui-même      | Révélation masculine | Lauréat                         |
| 2022  | Hyper Tour    | Concert              | Finaliste - vainqueur Ben Mazué |